# Taiaroa
Taiaroa is een geslacht van neteldieren uit de klasse van de Anthozoa (bloemdieren).

## Soort
- Taiaroa tauhou Bayer & Muzik, 1976